# Ibi Teixeira Aires
Ibi Teixeira Aires (30 de diciembre de 1982) es un deportista brasileño que compitió en taekwondo. Ganó una medalla de oro en el Campeonato Panamericano de Taekwondo de 2006 en la categoría de –84 kg.

## Palmarés internacional
| Campeonato Panamericano | Campeonato Panamericano  | Campeonato Panamericano | Campeonato Panamericano |
| Año                     | Lugar                    | Medalla                 | Categoría               |
| ----------------------- | ------------------------ | ----------------------- | ----------------------- |
| 2006                    | Buenos Aires (Argentina) | Medalla de oro          | –84 kg                  |